# Andreas Gräbe
Andreas Gräbe (* 2. November 1976) ist ein deutscher Schauspieler, Musicaldarsteller, Choreograf und Sprecher.

## Leben
Gräbe wuchs als Sohn eines Polizisten und einer Rechtsanwaltsgehilfin in Hattingen an der Ruhr auf. Nach seinem Abitur ging er nach Hamburg, wo er zuerst eine Musicalausbildung an der Stage School und anschließend eine Schauspielausbildung an der Schule für Schauspiel absolvierte. Das Institut für Schauspiel Film & Fernsehberufe (iSFF) in Berlin und das Susan Batson Studio New York sind ebenfalls Stationen auf seinem Weg den Beruf des Schauspielers zu erlernen. Seit 2005 steht er in Musik- und Sprechtheaterinszenierungen auf Bühnen im ganzen deutschsprachigen Raum. Er war in den unterschiedlichsten Musikvideos, z. B. für Xavier Naidoo & Die Absoluten Beginner, zu sehen. Er ist darüber hinaus auch immer wieder für Film und Fernsehen tätig. So in der Die Pfefferkörner (NDR), Rosenheim-Cops (ZDF) und Dahoam is Dahoam (BR). Als Sprecher lieh Gräbe u. a. verschiedenen Charakteren in der Kinderserie „Supa Strikas“ seine Stimme. Er ist Mitglied der Gruppe Rocking Son.

## Filmografie (Auswahl)
- 2005: Paare
- 2009: Des Kindes Mozart
- 2013: Die Pfefferkörner
- 2014: Green Eyed Monster
- 2015: Consumanity
- 2022: Dahoam is Dahoam
- 2024: Rosenheim-Cops

## Theaterrollen (Auswahl)
- 2006: Ensemble / L’Upupa / Staatsoper Hamburg / Regie Josef Köpplinger
- 2007: Ensemble / Hello Dolly / Stadttheater Amberg / Regie Katja Wolff
- 2008: Ensemble / Die kleine Meerjungfrau / Schauspielhaus Hamburg / Regie Uli Jäckle
- 2008: Ensemble / My Fair Lady / Staatstheater Nürnberg / Regie Dick Price
- 2009: Ensemble / Ezio / Oper Bonn / Regie Günter Krämer
- 2009: Richard di Nardo / Viktor Viktoria / Altonaer Theater / Regie Ulrike Grote
- 2010: Ensemble / Ich war noch niemals in New York / Stage Entertainment / Regie Carline Brouwer
- 2010: Sascha / Anatevka / Theater der Altmark / Regie Dirk Löschner
- 2010: Phädra / La Cage aux Folles / Theater der Altmark / Regie Manfred Ohnoutka
- 2011: Ensemble / Rodelinda / Theater an der Wien / Regie Philipp Harnoncourt[6]
- 2011: Frenchie / Cabaret / Schauspielhaus Kiel / Regie Frank – Lorenz Engel
- 2012: Sonny / Grease / Capitol Theater Düsseldorf / Regie David Gilmore
- 2016: Abraxas / Die kleine Hexe / Rosenberg Festspiele Kronach / Regie Ulrich Allroggen[7]
- 2016: Der Lehrer / Der Besuch der alten Dame / Rosenberg Festspiele Kronach / Regie Heidemarie Wellmann[7]
- 2016: Hortensio / Der Widerspenstigen Zähmung / Rosenberg Festspiele Kronach / Regie Heidemarie Wellmann[7]
- 2017: Bagheera / Das Dschungelbuch / Rosenberg Festspiele Kronach / Regie Axel Weidemann[7]
- 2017: Marquis / Mirandolina / Rosenberg Festspiele Kronach / Regie Anja Dechant-Sundby[7]
- 2017: Räuberhauptmann / Das Wirtshaus im Spessart / Rosenberg Festspiele Kronach / Regie Stefan Haufe[7]
- 2018: Cosmo Lang / The King’s Speech / Landestheater Dinkelsbühl / Regie Peter Cahn[8]
- 2018: Erster Wachoffizier / Das Boot / Landestheater Dinkelsbühl / Regie Peter Cahn[8]
- 2019: Stanley Gardner / Taxi Taxi / Landestheater Dinkelsbühl / Regie Peter Cahn[8]
- 2019: Pierre Lecoeur / Das Abschiedsdinner / Landestheater Dinkelsbühl / Regie Johannes Lang
- 2020: Chris Johnson / Frühschicht bei Tiffany / Landestheater Dinkelsbühl / Regie Friederike Förster
- 2020: Alfred Klapproth / Pension Schöller / Landestheater Dinkelsbühl / Regie Peter Cahn[8]
- 2021: Alberto Molina / Kuss der Spinnenfrau / Rosenberg Festspiele Kronach / Regie Anja Dechant-Sundby[7]
- 2021: Judas / Judas / Naturbühne Trebgast / Regie Bernd Berleb

## Musikvideo (Auswahl)
- 2002: Featured / DJ Hooligan / Musikvideo / Regie Jörg Offer / Filmproduktion: Silly Spider Films
- 2003: Featured (Tänzer) / Juliette Schoppmann / Musikvideo / Regie B.Possardt, J.Lisk / Filmproduktion: Element E
- 2003: Featured (Tänzer) / Absolute Beginner / Musikvideo / Regie Markus Wacker / Filmproduktion: Rasen TV Filmproduktion
- 2005: Featured / Xavier Naidoo / Musikvideo / Regie Markus Gerwinat / Filmproduktion: FischerAppelt[9]
- 2008: Featured / DJ Mayth / Musikvideo / Regie Dirk Hilger / Filmproduktion: DHX Studios[10]
- 2010: Lead / Silva Dias / Musikvideo / Regie S. Kleffmann / Filmproduktion: Sixrooms[11]

## Choreografie (Auswahl)
- 2019: Der kleine Ritter Trenk / Landestheater Dinkelsbühl / Regie Jürg Schlachter
- 2020: Der kleine Vampir / Landestheater Dinkelsbühl / Regie Jürg Schlachter
- 2022: Aschenputtel / Rosenberg Festspiele Kronach / Regie Bernd Berleb[7]
- 2023: Pippi Langstrumpf / Rosenberg Festspiele Kronach / Regie Bernd Berleb[7]
- 2024: Das kleine Gespenst / Rosenberg Festspiele Kronach / Regie Anja Dechant-Sundby[7]
- 2024: Die verkaufte Braut / Naturbühne Trebgast / Regie Bernd Berleb
- 2025: Ladies Night / Naturbühne Trebgast / Regie Sigurd Sundby[12]